# Уайт, Патрик
Па́трик Ви́ктор Ма́ртиндейл Уа́йт (англ. Patrick Victor Martindale White; 28 мая 1912[…], Лондон — 30 сентября 1990[…] или 29 сентября 1990, Сидней) — австралийский писатель. Лауреат Нобелевской премии по литературе 1973 года «За эпическое и психологическое мастерство, благодаря которому был открыт новый литературный материк». Уайт считается одним из самых выдающихся англоязычных романистов XX века.
Австралиец года (1973).

## Биография

### Детство и юность
Уайт родился в Лондоне в семье австралийца и англичанки. Когда ему было 7 месяцев, семья переехала в Сидней. В детстве он жил в квартире с сестрой, няней и служанкой, в то время как родители жили в другой квартире.
В четыре года у Уайта обнаружилась астма. Его здоровье было слабым на протяжении всего детства, что не позволяло ему принимать участие во многих мероприятиях. Он очень любил театр, в котором впервые побывал ещё в раннем возрасте. Это увлечение Уайт развивал дома, разыгрывая сценки и танцы в саду собственного дома для друзей матери.
В возрасте десяти лет Уайт был отправлен в школу-интернат в Новом Южном Уэльсе. Ему потребовалось некоторое время, чтобы свыкнуться с присутствием других детей. В школе он начал писать первые пьесы, затрагивая в них порой, несмотря на свой юный возраст, достаточно взрослые темы. В 1924 году у школы возникли финансовые трудности, и директор предложил Уайту продолжить обучение в одной из школ Англии. Родители Патрика поддержали эту инициативу.
Уайт прилагал много усилий, чтобы приспособиться к новой жизни в Челтенгэмском колледже в Глостершире. Позже он отозвался об этом периоде как о «четырёхлетнем тюремном заключении». Он был нелюдимым и имел узкий круг приятелей. Порой он проводил каникулы вместе с родителями в Европе, но их отношения так и остались отдалёнными.
В это время Уайт сближается с Рональдом Уотероллом, парнем старше его, имеющим схожие интересы. Когда Уотеролл окончил колледж, Уайт снова замкнулся в себе и выразил родителям желание бросить школу и стать актёром. Родители пошли на компромисс и позволили ему окончить школу раньше, но при условии того, что Уайт возвращается в Австралию и продолжает свою жизнь там. Родители хотели, чтобы сын работал на земле, а не становился писателем, и надеялись, что работа разнорабочим поумерит его актёрские амбиции.
Уайт в течение двух лет работал кладовщиком на складе в районе Сноуи в юго-восточной Австралии. И хоть Патрик рос с уважением к родной земле, и его здоровье улучшалось, было очевидно, что такая жизнь была ему не по душе.

### Путешествия по миру
С 1932 по 1935 год Уайт жил в Англии, изучая французскую и немецкую литературу в Королевском колледже Кембриджского университета. В это время Уайт окончательно принимает факт своей гомосексуальности. Он испытывает романтические чувства к одному парню, который поступил в Королевский колледж, чтобы стать англиканским священником, но боится признаться в них из-за страха прервать их дружбу и, как и многие гомосексуальные мужчины того времени, обречь себя на одинокую жизнь. Но однажды, после неудачной любовной связи с двумя женщинами, священник признаётся товарищу в том, что женщины ничего не значат для него в сексуальном плане. Это стало первой любовной связью Уайта.
Во время пребывания в Кембридже Уайт опубликовал первый сборник своих стихотворений, получивший название Пахарь и другие поэмы. После получения степени бакалавра в 1935 году Уайт ненадолго обосновался в Лондоне. Здесь молодой автор получил возможность развиваться интеллектуально и переработать роман с элементами литературы потока сознания Счастливая долина, который он начал писать ещё в Австралии. В 1937 году умер отец Уайта, оставив в наследство сыну значительно по тем временам состояние в 10 000 фунтов. Это позволило Патрику писать целые дни напролёт в относительном комфорте. За двумя незначительными пьесами последовала публикация Счастливой долины. Роман был положительно принят в Англии, но заметно хуже в Австралии. Уайт принялся писать новый роман Nightside, но получив отрицательные отзывы критиков, отказался от его написания. Впоследствии он сожалел об этом решении.
В 1936 году Уайт познакомился с австралийским художником Роем де Местром, который оказал заметное влияние на его жизнь и творчество. Мужчины никогда не становились любовниками, всегда оставаясь близкими друзьями. По словам самого Патрика Уайта «Он стал для меня тем, в ком я больше всего нуждался: интеллектуальным и духовным наставником». Ему Уайт посвятил Счастливую долину и признал неоценимое влияние де Местра на собственное творчество. В 1947 году картина австралийского художника была использована в качестве обложки для первого издания Уайтовской Тётушкиной истории. Также Уайт купил многие из его картин для себя. В 1947 году он отдал их все в Художественную галерею Нового Южного Уэльса.
Конец 1930-х годов Уайт провёл в США, в частности в Кейп-Коде, штат Массачусетс, и Нью-Йорке, где был написан роман Живые и мёртвые. Во время Второй мировой войны Уайт вернулся в Лондон и вступил в ряды Королевских ВВС Великобритании. Он стал офицером разведки и был отправлен на Ближний Восток. До окончания войны он служил в Египте, Палестине и Греции. В это время Уайт познакомился с греческим офицером Маноли Ласкарисом, который впоследствии стал его жизненным спутником.

### Расцвет писательской карьеры Уайта
После Второй мировой войны Уайт вернулся на родину в Австралию, купив старый дом в Касл-Хилл, сейчас являющимся пригородом Сиднея, но в то время — полу-сельской местностью. Здесь он поселился со своим греческим другом Маноли и прожил 18 лет, продавая цветы, овощи, молоко и сливки, а также породистых щенков. За эти годы он публикует Тётушкину историю, которую сам Уайт считал своим лучшим произведением, и Древо человеческое, без сомнения, наиболее монументальный и значимый роман австралийского писателя. Этот роман, выпущенный в 1955 году в США и Австралии, а незадолго после этого и в Англии, снискал восторженные отзывы американских критиков, но был гораздо более прохладно принят на родине в Австралии. Это оказало определенное влияние на самого Уайта, который в какой-то момент даже задумывался о прекращении писательской карьеры, но, в конце концов, всё-таки решил продолжать. Его новым прорывом стала публикация романа Фосс.
В 1961 году Уайт публикует роман Едущие на колеснице, ставший впоследствии бестселлером и завоевавший международные награды. В 1963 писатель вместе с Ласкарисом решают продать дом в Касл-Хилле. К этому времени Уайт уже получает признание как один из наиболее выдающихся писателей в мире, хоть и по-прежнему остаётся достаточно замкнутым человеком, отказываясь от всевозможных интервью и публичных выступлений.
В 1968 году Уайт заканчивает роман Вивисектор, где с глубокой проницательностью рисует внутренний мир и характер художника. Многие указывали на то, что прототипом для этого выступил Сидней Нолан, друг Патрика Уайта, но сам писатель отрицал это.
Уайт не желал принимать денежные вознаграждения за свои произведения, отказавшись от Британской премии в размере 10 000 $. Он также был активным противником литературной цензуры и присоединился к ряду других общественных деятелей, выразивших своё несогласие с решением Австралии об участии во Вьетнамской войне.
В 1973 году Патрик Уайт получает Нобелевскую премию по литературе. Сам Уайт не отправился в Стокгольм на церемонию получения премии, уполномочив Сиднея Нолана сделать это от его имени. Награда оказала значительное влияние на его карьеру, увеличив в несколько раз продажи романа Око бури, выпущенного в том же году. Полученные от премии деньги Патрик использовал для учреждения собственной Премии Патрика Уайта, которая ежегодно вручается молодым талантливым писателям, не имеющим средств для продвижения.
В 1974 Уайт был признан Австралийцем года, хоть и сам воспринял эту награду без особого восторга и в своей инаугурационной речи призвал австралийцев задуматься о проблемах своей родины.

### Преклонные годы
Уайт и Ласкарис проводили множество званых обедов в своём доме Хайбери, в зелёном уголке богатого восточного пригорода Сиднея. Он поддерживал консервативную Либеральную партию Австралии и после австралийского конституционного кризиса 1975 года стал ярым антироялистом, изредка появляясь в эфире национального телевидения и делая заявления по этому поводу.
В 1970-х годах здоровье Уайта начало ухудшатся: появились проблемы со зрением, зубами и лёгкими. В 1979 году его роман Дело Твайборна был номинировал на Букеровскую премию, но сам Патрик отказался от этого, мотивируя это тем, что хочет дать шанс молодым писателям.
В 1981 году Патрик Уайт публикует свою автобиографию, получившую название Трещины в стекле, где затрагивает некоторые вопросы, которых до сих пор он старался избегать, в частности, его гомосексуальность и отказ лично получить Нобелевскую премию. В Вербное воскресенье 1982 года Уайт обратился к 30 000 человек, призывая к запрету на добычу урана и уничтожению ядерного оружия.
В 1986 году был написан последний роман, мемуары Воспоминания о многом в одном.
Патрик Уайт умер в Сиднее 30 сентября 1990 года.

### Пьесы
- Bread and Butter Women (1935) не поставлена.
- The School for Friends (1935) не поставлена.
- Return to Abyssinia (1947) не поставлена.
- The Ham Funeral (1947) prem. Union Theatre, Adelaide, 1961.
- The Season at Sarsaparilla (1962)
- A Cheery Soul (1963)
- Night on Bald Mountain (1964)
- Big Toys (1977)
- Signal Driver: A Morality Play for the Times (1982)
- Netherwood (1983)
- Shepherd on the Rocks (1987)

## Публикации на русском языке
- Древо человеческое. М.: Прогресс, 1976. (серия: Мастера современной прозы)
- Древо человеческое. 2-е изд. М.: Прогресс, 1979. (серия: Мастера современной прозы)
- На свалке // Современная австралийская новелла. М.: Прогресс, 1980.
- Какаду // Три австралийские повести. М.: Радуга, 1985.
- Женская рука: Повесть. Рассказы. М.: Известия, 1986.
- Повести // Лауреаты Нобелевской премии. М.: Панорама, 1999.